# Johann Joseph Fackler
Johann Joseph Fackler (* 9. Dezember 1698 in Salzburg; † 18. November  1745 ebenda) war ein in Salzburg tätiger Maler.

## Leben
Fackler war ein Schüler des ebenfalls in Salzburg tätigen Malers Johann Friedrich Pereth. Seine Tätigkeit scheint auf das Stadtgebiet sowie auf die unmittelbare Umgebung von Salzburg begrenzt zu sein.
In St. Johann am Imberg stammt „ein gemalt Spalier“ von ihm. 1733 war er in der Pfarrkirche St. Erhard in tätig. Um 1733 entstand das Bild des hl. Rupert mit der Stadt Salzburg am Reliquiengrab des hl. Rupert in der Stiftskirche St. Peter. In den Jahren 1736 und 1738 ist Fackler für die Pfarrkirche Mülln tätig. In der Sakristei ist ein hl. Augustinus von ihm erhalten. Das bekannteste Gemälde ist die „Verklärung Christi“ in der entsprechenden Kapelle im Salzburger Dom. Fackler schuf hier eine Kopie des Hochaltarblatts von Francesco Vanni für das ehemalige Augustiner-Chorherrenstift in Höglwörth. Facklers Bild wurde allerdings erst 1828 im Dom angebracht. Zuvor befand sich in dieser Kapelle ein heute verschollenes Gemälde des Hl. Vinzenz von Johann Heinrich Schönfeld.
Fackler scheint vor allem als Kupferstecher tätig gewesen zu sein. 1742 schuf er eine Serie von Kupferstichen für den illustrierten Katechismus „Milch und Speis christlicher Wahrheit und Gerechtigkeit“ (Salzburg 1742) von Georg Stadler. Fackler lieferte die Vorlagen für die Kupferstiche, gestochen wurden sie von Franz Sebastian Schaur.